# フラワーズ (2014年の映画)
『フラワーズ』（バスク語: Loreak : ロレアク, スペイン語: Flores : フローレス, 英語: Flowers）は、2014年のスペイン映画。言語はバスク語。ヨン・ガラニョとホセ・マリア・ゴエナガが共同で監督を務めている。
監督のガラニョとゴエナガはともにバスク人であり、ガラニョはギプスコア県サン・セバスティアン出身、ゴエナガもギプスコア県出身である。2010年には共同監督作品『80 egunean』（80 days）を製作し、サン・セバスティアン国際映画祭でサン・セバスティアン賞を受賞している。

## 公開
プレミア上映は2014年9月の第62回サン・セバスティアン国際映画祭であり、『フラワーズ』はこの映画祭で初めて作品賞にノミネートされたバスク語作品となった。本国スペインでは2014年10月に一般劇場公開され、日本では2014年10月から11月に開催されたラテンビート映画祭と東京国際映画祭で上映された。
チューリッヒ映画祭、ロンドン映画祭、パームスプリングス国際映画祭などにも出品された。エディンバラ・スペイン映画祭では同監督の前作『80 egunean』とともに上映されている。
2015年10月にはスペイン映画芸術科学アカデミー(AACCE)によって、2016年2月に開催される第88回アカデミー賞における外国語映画賞スペイン代表作品に選出された。バスク語映画としては初の代表選出であり、スペイン代表候補3作品には本作品の他に『Felices 140』（グラシア・ケレヘタ監督）と『Magical Girl』（アルベルト・ロドリゲス監督）がノミネートされていた。各国代表作品の中から5本のノミネート作品が決定するのは2016年1月14日である。アメリカ合衆国では、2015年10月30日にニューヨーク・マンハッタンの58丁目にあるパリス・シアターで、11月6日にはワシントンD.C.で、11月20日にはフィラデルフィアで、11月27日にロサンゼルスのレムリーズ・ロイヤル・シアターで封切られる。

## プロット
アネ（ナゴレ・アランブル）は40代の人妻である。心当たりがないものの、毎週誰かから差出人不明の花束が贈られてくる。いつしか花束を待ち遠しく感じるようになり、そんなアネに夫は不信感を抱く。アネは工事現場で働いており、同僚にはベニャトがいる。ベニャトの妻ルルデス（イツィアル・イトゥーニョ）は、子どもができないことを義母のテレ（イツィアル・アイスプル）に責められて我慢の限界にある。そんな折にベニャトが交通事故死し、アネの元には花束が届かなくなる。アネは花束の送り手を悟り、ベニャトの事故現場に花束を添えるようになる。ルルデスと疎遠になったテレも息子の事故現場に花束を供えていたが、ある時に別の花束が置かれていることに気付く。テレから花束のことを聞いたルルデスは不審に思い、見張っていた事故現場で花束を持った女性を見かけたものの、声をかけることができなかった。次の時、ルルデスは事故現場を訪れたアネを偶然を装って車に乗せるが…。

## キャスト
- ナゴレ・アランブル（バスク語版） : アネ役
- イツィアル・イトゥーニョ : ルルデス役
- イツィアル・アイスプル（バスク語版） : テレ役
- ホセアン・ベンゴエチェア : ベニャト役
- エゴイツ・ラサ : アンデル役
- アネ・ガバライン : ハイオネ役
- ホセ・ラモン・ソロイス : チェマ役
- ホス・ベラサテギ : ヘスス役

## 批評と反応
『フラワーズ』は批評家によって好意的なレビューがなされている。ヴァラエティ誌のジェイ・ワイズバーグは、「予期せぬ花束を受け取る3人の女性が中心の、上品に製作された心温まる物語」と評価した。ハリウッド・リポーター誌のジョナサン・ホランドは、「『花』というタイトル同様に魅力的で美しい構造」「彼女らの心の内側に芽生えた感情や記憶を、心揺さぶられるほど緻密に、穏やかながら丹念に描いている」と称賛し、「広く露出される価値があるのは疑いがない」とした。ラ・バングアルディア紙のリュイス・ボネット・モヒカはこの映画に5つ星を与え、「何も起こらないが、すべてが起こる映画」だとした。ABC紙のオティ・ロドリゲス・マルチャンテはこの映画を「感動的で繊細なメロドラマ」と表現した。その他の意見としては、シネマニア誌のアンドレア・G・ベルメホはこの映画を5段階で3.5とし、「完璧を求めることによって、（中略）結果として自発性、大胆さ、憶測、重みを失った」と書いた。

## 受賞
2014年9月のサン・セバスティアン国際映画祭では作品賞にノミネートされ、SIGNIS賞を受賞した。サン・ジョルディ映画賞では最優秀スペイン映画に選ばれた。シベリア映画祭では作品賞を受賞し、パームスプリングス国際映画祭ではラテン映画賞を受賞した。
2015年1月に授賞式が行われた第2回フェロス賞では、最優秀ドラマ賞、脚本賞、監督賞などにノミネートされ、イツィアル・アイスプルが助演女優賞を受賞した。2015年2月に授賞式が行われた第29回ゴヤ賞では、作品賞と作曲賞にノミネートされ、作品賞にノミネートされた初のバスク語映画となった。
| 賞                                   | カテゴリー         | 対象者                                                 | 結果       |
| ------------------------------------ | ------------------ | ------------------------------------------------------ | ---------- |
| 第62回サン・セバスティアン国際映画祭 | 作品賞             |                                                        | ノミネート |
| 第62回サン・セバスティアン国際映画祭 | SIGNIS賞           |                                                        | 受賞       |
| 2015年パームスプリングス国際映画祭   | ラテン映画賞       |                                                        | 受賞       |
| サン・ジョルディ映画賞2015           | 最優秀スペイン映画 |                                                        | 受賞       |
| 第2回フェロス賞                      | 最優秀ドラマ       |                                                        | ノミネート |
| 第2回フェロス賞                      | 監督賞             | ヨン・ガラニョ ホセ・マリア・ゴエナガ                  | ノミネート |
| 第2回フェロス賞                      | 脚本賞             | ヨン・ガラニョ アイトル・アレギ ホセ・マリア・ゴエナガ | ノミネート |
| 第2回フェロス賞                      | 助演女優賞         | イツィアル・アイスプル                                 | 受賞       |
| 第2回フェロス賞                      | 作曲賞             | パスカル・ゲニュ                                       | ノミネート |
| 第2回フェロス賞                      | 映画ポスター賞     |                                                        | ノミネート |
| 第29回ゴヤ賞                         | 作品賞             |                                                        | ノミネート |
| 第29回ゴヤ賞                         | 作曲賞             | パスカル・ゲニュ                                       | ノミネート |